# Louis Bonjour
J.-F.-Louis Bonjour (Blonay, 8 februari 1823 - Pully, 20 juni 1875) was een Zwitsers advocaat en politicus voor de linkse radicalen uit het kanton Vaud.

## Biografie

### Jurist
Louis Bonjour behaalde een diploma in de rechten in Lausanne in 1847, waarna hij zich tussen 1849 en 1866 vestigde als advocaat in Vevey. Van 1873 tot zijn dood in 1875 was hij tevens belastingsontvanger in het district Vevey.

### Politicus
Van 1851 tot 1866 en in 1874 zetelde hij in de Grote Raad van Vaud, waar hij een nauwe band had met Jules Eytel. Tijdens zijn onderbreking als kantonnaal parlementslid maakte hij van 1866 tot 1873 deel uit van de Staatsraad van Vaud, waarbinnen hij bevoegd was voor Justitie en Politie.
Van 7 juli 1873 tot zijn overlijden op 20 juni 1875 was Bonjour lid van de Kantonsraad, als opvolger van Charles Estoppey.

## Trivia
- Bonjour was lid van de loge.